# دادگاه معترضین اعتراضات ۱۳۸۸
دادگاه متهمان حوادث پس از انتخابات دهم ریاست جمهوری ایران
برای محاکمه افرادی صورت گرفت که پس از انتخابات دهمین دورهٔ ریاست جمهوری ایران، نسبت به نتایج این انتخابات اعتراض داشتند. این دادگاه در شعبه ۱۵ دادگاه انقلاب اسلامی تهران به ریاست قاضی صلواتی تشکیل شده و تاکنون ۴ جلسه از آن انجام گرفته‌است. متهمان شامل فعالان سیاسی اصلاح طلب (که بعضاً از مقامات سابق جمهوری اسلامی بوده‌اند)، روزنامه‌نگاران منتقد دولت و جمهوری اسلامی، شرکت‌کنندگان حادثه آفرین در تجمعات اعتراضی پس از انتخابات می‌شوند که از حامیان میرحسین موسوی و مهدی کروبی کاندیداهای اصلاح‌طلب انتخابات بوده‌اند و از ساعت‌های پس از اعلام نتیجه انتخابات به‌تدریج دستگیر شده‌اند و به ایجاد اغتشاش، اقدام علیه امنیت ملی و زمینه‌چینی برای انقلاب رنگی متهم هستند.
تعدادی از کسانی که در این محاکمات با احکام سنگین حبس تعزیری یا اعدام مواجه شده‌اند عبارتند از:محمدرضا علی‌زمانی (اعدام)، آرش رحمانی‌پور (اعدام)، عبدالرضا قنبری (ازاد شد)، امیررضا عارفی (اعدام)، مجید توکلی (۸ سال و نیم حبس تعزیری)، امید منتظری، عبدالله مؤمنی، سلمان سیما، مسعود باستانی (۶ سال حبس تعزیری)، حسام سلامت، علیرضا عاشوری (۶ سال حبس تعزیری)، امید لواسانی (۶ سال حبس تعزیری)، شهاب‌الدین طباطبایی (۵ سال حبس تعزیری)، مرتضی الویری(۶ سال حبس تعلیقی)، محسن صفایی فراهانی (۶ سال حبس تعزیری)، علی تاجرنیا (۶ سال حبس تعزیری و ۷۴ ضربه شلاق)، محمد عطریانفر(۶سال حبس تعزیری)، هدایت آقایی(۶سال حبس تعزیری)، مصطفی تاج‌زاده (۶ سال حبس تعزیری)، احمد زیدآبادی (۶ سال حبس تعزیری و ۵ سال تبعید)، محسن میردامادی (۶ سال حبس تعزیری)، داوود سلیمانی (۶ سال حبس تعزیری) محمد صالح محلوجی (6 سال حبس تعزیری) ، عبدالله رمضان‌زاده (۶ سال حبس تعزیری)، محسن امین‌زاده (۶ سال حبس تعزیری)، بهزاد نبوی (۶ سال حبس تعزیری)، محمدعلی ابطحی (۶ سال حبس تعزیری)، عذراسادات قاضی‌میرسعید، محمد پورعبدالله، کیارش کامرانی، مهرداد ورشویی، فرامرز عبدالله‌نژاد، سعید متین‌پور (۸ سال حبس)، احمدکریمی، مرتضی لایقی، قادر رحیمی، رضا خادمی، حامد روحی‌نژاد، ناصر عبدالحسینی و حسین باستانی‌نژاد.
تعدادی از متهمان در دادگاه با خواندن متن‌هایی به اعتراف علیه خود و نزدیکان و برخی از مقامات نظام جمهوری اسلامی پرداخته‌اند. بسیاری از احزاب منتقد دولت احمدی‌نژاد، رسانه‌های منتقد دولت، نهادهای حقوق بشری، خانواده‌های متهمان و علمای مذهبی از برگزاری این دادگاه‌ها و نحوه آن انتقاد کرده و آن را یک دادگاه نمایشی نامیده‌اند.

## انتقادات از دادگاه
محمد شریف وکیل و حقوق‌دان یکی از تخلفات این دادگاه را عدم اطلاع صالح نیکبخت، وکیل تعدادی از متهمان از تشکیل دادگاه، پوشاندن لباس زندان به متهمان که به گفته وی خلاف عرق حاکم بین‌المللی در مورد زندانیان سیاسی است. محسن رهامی فقیه و وکیل دادگستری و سید ناصر قوامی فقیه و حقوق‌دان و رئیس کمیسیون قضایی و حقوقی مجلس ششم هم به وضعیت ظاهری نامناسب متهمان و عدم اطلاع و حضور هیئت منصفه که برای مجرمان سیاسی الزامی است، اطلاع نداشتن وکیل، خانواده‌های متهمان و خبرنگاران را، آن هم در حالی که دادگاه علنی اعلام شده‌است، از تخلفات دادگاه دانستند.
عماد افروغ جامعه‌شناس و نماینده مجلس، استفاده این دادگاه از کلمه «مخملی» را توهینی به حکومت جمهوری اسلامی دانسته چرا که انقلاب‌های مخملی مربوط به کشورهای سوسیالیستی شوروی سابق و اقمار آن است و در این دادگاه جمهوری اسلامی به این حکومت‌ها تشبیه شد.
بهمن کشاورز وکیل دادگستری و رئیس اتحادیه کانون‌های وکلا نیز با توجه به این موضوع که وکلای متهمان اجازه حضور در مراحل تحقیق و بازپرسی را نداشته‌اند به این نکته اشاره کرده: «اگر رد تقاضای وکیل مستدلاً در صورتجلسه منعکس نشده باشد… مورد بر اساس تبصره ۲ ماده واحده انتخاب وکیل توسط اصحاب دعوی مفاداً حاکی از آن است که سلب حق وکیل گرفتن از متهم باعث بی‌اعتبار شدن تصمیم قضایی متخذه و مجازات انتظامی مرجع تصمیم گیرنده خواهد شد.» وی همچنین به این نکته اشاره کرده که با توجه به مطرح شده اتهام «اقدام علیه امنیت ملی» که می‌تواند در حد محاربه باشد حتی در صورتی که خود شخص وکیل نخواهد بایستی با توجه به ماده ۱۸۶ آئین دادرسی کیفری برای او وکیل تعیین شود.

## جلسه اول دادگاه
محاکمه حدود ۱۰۰ تن از بازداشت‌شدگان اعتراضات به نتایج دهمین انتخابات ریاست جمهوری ایران در شنبه ۱۰ مرداد ۱۳۸۸ در دادگاه آغاز شد. این دادگاه بدون حضور خبرنگاران مستقل، هیئت منصفه، وکیل و خانواده متهمان برگزارشد. تنها خبرنگاران واحد مرکزی خبر، ایرنا و خبرگزاری فارس در دادگاه حضور داشتند همچنین به تیم تصویر برداری تلویزیون پرس تی وی اجازه تصویر برداری داده نشد در بین متهمین شماری از چهره‌های سیاسی اصلاح طلب (اغلب از اعضای جبهه مشارکت اسلامی، سازمان مجاهدین انقلاب اسلامی، حزب کارگزاران سازندگی و مجمع روحانیون مبارز) و مسئولین سابق کشور چون بهزاد نبوی (عضو شورای مرکزی سازمان مجاهدین انقلاب اسلامی)، محسن میردامادی، محسن امین‌زاده (معاون سابق وزارت امور خارجه)، محمد عطریانفر، محمدعلی ابطحی (معاون رئیس‌جمهوری دولت پیش)، محسن صفایی فراهانی و عبدالله رمضان‌زاده (سخنگوی سابق دولت و جانشین دبیرکل جبهه مشارکت) در کنار جوانانی که در خیابان دستگیر شده بودند حضور داشتند.
اتهاماتی که معاون دادستان اعلام کرد، عبارت بودند از: حمله به مراکز نظامی با سلاح‌های گرم و سرد، بمب‌های آتش‌زا، حمله به مراکز دولتی، حمله به نیروهای انتظامی و بسیجیان، ارتباط با سازمان مجاهدین خلق ایران، ارسال تصویر برای «رسانه‌های دشمن» و سرانجام راه‌اندازی کودتای مخملی.
ابطحی در دادگاه، ضمن نقد خود و رد امکان تقلب در انتخابات، هاشمی رفسنجانی را متهم کرد که قصد «انتقام‌گیری از احمدی‌نژاد و آیت‌الله خامنه‌ای» را داشته و با میرحسین موسوی و محمد خاتمی هم‌قسم شده‌است. محمد عطریانفر نیز خطاب به سید علی خامنه‌ای گفت «ای پیشوا در برابر تو تسلیم هستیم»

### واکنش‌ها
- اولین واکنش در ایران از محمدرضا تابش، دبیر فراکسیون اقلیت درمجلس شورای اسلامی بود که از نحوه محاکمهٔ بازداشت‌شدگان ابراز شگفتی کرد و گفت نحوه محاکمه دستگیرشدگان که نه به وکیل دسترسی دارند و نه به خانواده‌هایشان و حتی خود زندانیان از اتهامات وارده مطلع نیستند، همه را بهت‌زده کرده‌است؛ و این دادگاه را تکمیل سناریوی از پیش تعیین شده دانست.[۳۱][۳۲] داریوش قنبری عضو فراکسیون اقلیت مجلس نیز گفت «باید مشخص شود اعترافات در چه شرایطی بیان شده‌اند، اگر مشخص شود شکنجه صورت گرفته‌است، یقیناً اعترافات هیچ ارزشی نخواهند داشت.» «در شرایطی که کشور نیاز به آرامش و امنیت دارد، انتشار اعترافات خلاف اصل آرامش است و مسائل و کینه‌هایی ایجاد می‌کند که به نفع کشور نیست.» «برگزاری این دادگاه، اقدامی نسنجیده بود و به نفع کشور و نظام هم نیست.»[۳۲]
- جبهه مشارکت در بیانیه‌ای محاکمه را به «شوی مضحک» و تبلیغاتی تشبیه کرد که حتی مرغ پخته را به خنده می‌اندازد و کیفرخواست دادستانی تهران را «متنی سیاسی و غیرحقوقی و غیرمستند» دانست.[۳۳][۳۴]
- دفتر اکبر هاشمی رفسنجانی، و همچنین مجمع تشخیص مصلحت نظام جمهوری اسلامی با انتشار بیانیه‌ای، ضمن تکذیب اظهارات محمدعلی ابطحی مبنی برهم قسم شدن هاشمی رفسنجانی، محمد خاتمی و میرحسین موسوی، عنوان داشتند: «معلوم نیست چنین مطالبی در چه شرایط و ملاحظاتی بیان شده‌است.»[۳۵]
- روزنامه کیهان، در گزارشی از نخستین جلسه دادگاه بازداشت شدگان اخیر، میرحسین موسوی و محمد خاتمی را به خیانت متهم کرد.[۳۶]
- میرحسین موسوی در واکنش به جلسه برگزار شده جهت رسیدگی به اتهام‌های بازداشت شدگان پس از انتخابات ریاست جمهوری در ایران، آنرا «دادگاهی تقلبی برای تطهیر انتخاباتی تقلبی» خواند و اظهارات چهره‌های اصلاح‌طلب در دادگاه مبنی بر «اعتراف به ارتباط با بیگانه و برنامه‌ریزی برای ساقط کردن نظام جمهوری اسلامی» را بی‌اساس و حاصل رنج آنان در مدت حبس و اجبار اعتراف گیران و شکنجه گران آنان خواند.
- محمد خاتمی، رئیس‌جمهور پیشین ایران نیز، این دادگاه را نمایشی نامید و اعترافات مطرح شده را فاقد اعتبار و مغایر با قانون اساسی دانست.[۳۷]
- احمدرضا رادان در یک سخنرانی در سمنان با اشاره با دادگاه متهمان گفت: «این افراد برادران مخلص بسیجی را که زمانی ماشین جنگی دشمنان را خرد کردند، در معادلات خود نمی‌دیدند و قصد انجام انقلاب مخملی داشتند».[۳۸]

## جلسه چهارم دادگاه
جلسه چهارم دادگاه روز سه‌شنبه ۳ شهریور برگزار شد. از معروف‌ترین متهمان حاضر در این جلسه بهزاد نبوی، محسن صفائی فراهانی، فیض‌الله عرب سرخی، عبدالله رمضان‌زاده، محسن میردامادی، سعید شریعتی، کیان تاجبخش، محسن امین‌زاده، مصطفی تاج‌زاده، صادق نوروزی، شهاب‌الدین طباطبائی، هدایت‌آقایی، مسعود باستانی، حمزه غالبی، سعید لیلاز، علی تاجرنیا، احمد زیدآبادی، محمدقوچانی و محمدرضا جلائی‌پور بودند. در هنگام برگزاری دادگاه خانواده‌های دستگیرشدگان تجمعی را روبروی محل برگزاری دادگاه تجمع کردند و از سوی نیروهای انتظامی و امنیتی تلاش‌هایی برای متفرق ساختن آنان صورت گرفت.
در این دادگاه سعید شریعتی، هدایت آقایی، کیان تاجبخش، شهاب طباطبایی، حمزه کرمی و مسعود باستانی به خواندن متن اعترافات خود تحت عنوان دفاعیه پرداختند و سعید شریعتی از اعضای شورای مرکزی جبهه مشارکت متن اعترافات سعید حجاریان دیگر عضو این حزب که خود قادر به تکلم نیست را قرائت کرد. حجاریان در اعترافاتش عنوان کرد بخاطر انحرافات و خسارت‌هایی که به مردم زدیم از حزب مشارکت استعفا می‌کنم. همچنین دادستان در کیفرخواست خود خواهان انحلال جبهه مشارکت و سازمان مجاهدین انقلاب دو حزب اصلی اصلاح‌طلب شد.
حمزه کرمی عضو حزب کارگزاران سازندگی، مدیر سایت جمهوریت، از کارمندان دانشگاه آزاد و نزدیکان جاسبی و مهدی هاشمی رفسنجانی مسئولیت مطالب سایت جمهوریت که پس از انتخابات فیلتر شده و بسیاری از مسئولان آن در زندان هستند بر عهده مهدی هاشمی (پسر هاشمی رفسنجانی) دانست. وی مهدی هاشمی را به اختلاس از سازمان بهینه‌سازی مصرف سوخت از جمله برداشت مبلغ دو میلیارد تومان برای تبلیغات انتخاباتی هاشمی رفسنجانی در انتخابات ریاست‌جمهوری سال ۱۳۸۴ متهم کرد. پرسنل سایت جمهوریت را مسئول تهیه شبنامه برای ستاد میرحسین موسوی اعلام کرد و به دریافت ۳۲۰ میلیون تومان از بودجه سازمان بهینه‌سازی اقرار کرد.
مسعود باستانی روزنامه‌نگار و عضو تحریریه سایت جمهوریت به سیاه‌نمائی علیه نظام و گزارش از وضعیت زندان‌ها برای رسانه‌های ضدانقلاب همچون رادیو فردا و روز آنلاین، دریافت ۴۰۰ دلار کانادا از یک رسانه ضدانقلاب در کانادا و دریافت دستمزد ماهانه ۳۰۰ تا ۳۵۰ دلار از رادیو چکاوک و اعترافاتی علیه مهدی هاشمی اقدام کرد.
هدایت‌الله آقایی عضو شورای مرکزی حزب کارگزاران وقوع تقلب در انتخابات را نفی کرد.
در پایان دادگاه عبدالله رمضان زاده، محسن صفایی فراهانی و کیان تاجبخش با خبرنگاران صحبت کردند.

## جلسه پنجم دادگاه
جلسهٔ پنجم دادگاه متهمان پروندهٔ کودتای مخملی، صبح روز دوشنبه ۲۳ شهریور ۱۳۸۸ برگزار شد. در آغاز این جلسه صلواتی، قاضی دادگاه، خبرنگاران را از آوردن نام متهمان در گزارش‌های خبری خود بر حذر داشت. بیشتر کسانی که در جلسهٔ پنجم به اتهامات‌شان رسیدگی می‌شد، متهم به جرایم اینترنتی بودند. «م.ر.ن.» (محمدرضا نوربخش سردبیر روزنامه فرهیختگان و عضو شورای سردبیری سایت جمهوریت)، «ع.م.» (عبدالله مؤمنی؛ دبیر سابق دفتر تحکیم وحدت)، «ع.ع.» (علیرضا عاشوری؛ عضو شورای عمومی انجمن اسلامی دانشجویان دانشگاه تهران و مسئول فناوری اطلاعات ستاد میرحسین موسوی، (امید لواسانی طراح سایت ستاد انتخاباتی آقای میرحسین موسوی)، «الف. الف.» و علی بهزادیان نژاد متهمانی بودند که در این جلسه مورد محاکمه قرار گرفتند.